# Anioły i kowbojki
Anioły i kowbojki (ang. Cowgirls 'N Angels) – amerykański film familijny z 2012 roku w reżyserii Timothy’ego Armstronga. Wyprodukowany przez Samuel Goldwyn Films.

## Fabuła
Dwunastoletnia Ida (Bailee Madison) mieszka w prowincjonalnym miasteczku z zapracowaną matką Elaine (Alicia Witt). Nigdy nie poznała swojego ojca. Wie tylko, że jest on świetnym jeźdźcem. Liczy, że spotka go na miejscowych zawodach rodeo, na które wymyka się wieczorami.

## Obsada
- Bailee Madison jako Ida Clayton
- James Cromwell jako Terence Parker
- Jackson Rathbone jako Justin Wood
- Alicia Witt jako Elaine Clayton
- Kathleen Rose Perkins jako Rebecca
- Frankie Faison jako Augustus
- Dora Madison Burge jako Kansas
- Leslie-Anne Huff jako Madison
- Drew Waters jako Rollie
- Noel Coet jako Nora
- Mark Nutter jako Walker
- Amber Hayes jako Amber Grant
- Richie McDonald jako Doug Grant